# Franco Moschino

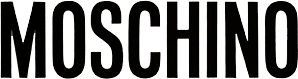
Logotip oficial de la firma Moschino

Franco Moschino és una casa de moda italiana, fundada el 1983 pel dissenyador Franco Moschino. Moschino va ser un dissenyador de moda italià recordat pels seus enginyosos dissenys, colorits, festius i provocadors que no només van qüestionar sinó que es burlaven en la majoria dels casos, de l'establert en la moda. En 1994, Rossella Jardini va agafar el comandament com a directora creativa, tras la mort de Franco Moschino. Actualment està de responsable de director creatiu Jeremy Scott.

## Biografia
Fruit del matrimoni entre un fonedor de metall i una mestressa de casa va néixer Franco Moschino, a Abbiategrasso, Itàlia l'any 1950. Abans de convertir-se en un dissenyador de moda, va assistir a l'Accademia delle Belle Arti a Milà per estudiar Belles arts, ja que era un gran amant del dibuix i la pintura i tenia l'esperança de convertir-se en un gran pintor.
Per poder pagar els seus estudis, el 1971 va aconseguir el seu primer treball com a il·lustrador en el taller de Gianni Versace, ja que s'adaptaven perfectament a les exigències del sector de la moda. Amb el temps, el seu interès va passar a ser la confecció i els llenços de tela. Allí va treballar durant 11 anys contribuint en la creació de les col·leccions de Versace i Beged'Or i Genny. Durant tot aquest temps, Franco es va adonar de l'interès que tenia pel món de la moda, ja que no deixava de ser una altra forma d'expressió artística. Moschino tenia un factor que ho caracteritzava,li agradava qüestionar la moda. Aquestes qüestions que es realitzava eren el seu punt de partida per innovar. A la fi dels 70, *Moschino va començar a compaginar les seves col·laboracions amb Versace amb el càrrec de “dissenyador cadet” de la signatura.

## Carrera
El 1983 va llançar la seva pròpia signatura “Moschino Couture” patrocinada per la companyia “*Moonshadow S.p.A”. En aquest mateix any, va presentar la seva primera col·lecció de roba femenina a Milà, amb el missatge de “Stop the fashion system!” En la dècada dels 80 les seves peces van marcar tendència, va realitzar roba sexy, divertida, atrevida i amb missatges que xocaven dins del món de la moda. Aquesta actitud tan provocativa li vaportar a diversos judicis, com per exemple per utilitzar una imatge indeguda de les signatures *Chanel o Louis *Vuitton, en diversos casos. En 1985 va llançar la seva primera línia masculina que va sortir a la venda en la primavera de 1986 i va començar a realitzar jeans i accessoris. En 1987 es va posar a la venda el primer perfum de la signatura. En 1988, va començar a vendre la seva segona línia anomenada “Cheap & Chic”. Richard Avedon fotografia a Kara Young vestida de Moschino per a la portada del nombre d'octubre de Vogue USA. Es publica el llibre To Be or Not to Be, That’s Fashion!
La primera tenda de la signatura es va obrir a Milà el 1989 i el 1990 la princesa Diana va assistir al bateig de la seva neboda vestida per la marca. Gràcies a aquest èxit Claudia Schiffer va protagonitzar la portada del nombre de maig de la reconeguda revista Vogue vestida de Moschino. L'any 1993 es va celebrar una exposició commemorativa dels deu anys de la marca en el Permanent Museum de Milà i es va editar X Anni di Kaos! A més, per si no fos poc, Franco Moschino va destinar gran part dels seus beneficis a causes benèfiques, pacifistes i ecològiques. També va obrir boutiques a les capitals de tot el món. A mediadios dels noranta i després de diversos anys lluitant amb una malaltia terminal, en el 1994 va morir a causa de la sida, deixant “òrfena” la casa de moda que havia creat. Malgrat això, abans de morir va deixar diverses col·leccions dissenyades i en aquest mateix any va prendre el relleu de la signatura Rosella Jardini, col·laboradora habitual del modista des del 1981. En 1996 es va inaugurar la tenda de Madison a Nova York, i en el 1999, el grup Aeffe, que havia recolzat la producció des del menjant de la marca, es fa amb la companyia. Amb això es va fer el llançament d'una nova líena de sportwear, “Moschino LIFE”.
Per si no fos menys, en 2001 es va publicar el llibre Moschino, realitzant un recorregut pels aparadors de la casa Moschino. En 2008 la marca va dissenyar cascos. La cantant i reconeguda Madonna va reviure el furor per la signatura en escollir unes ulleres en forma de cor, de la signatura, per als concerts del seu gira Sticky & Sweet. Aquest mateix any Moschino va obrir una tenda a Nova York. D'altra banda, en 2009 la primera dama Michelle Obama, va triar un estilisme de Moschino per a la visita que tenia acordada al Vaticà. Al seu torn, es llança la pàgina web de la signatura. En l'àmbit arquitectònic, en 2010, es va inaugurar la Maison Moschino, un hotel situat en una antiga estació de Milà. També, la signatura, va obrir al públic una exposició anomenada “Inside Moschino” a Moscou. En 2013, el dissenyador britànic Jeremy Scott és nomenat director creatiu de Moschino fins al moment.

## Característiques Moschino
Despreocupat, original, surrealista, irònic, amb missatge. Per Moschino, una de les claus de la seva moda era la destrucció dels mites, les hipocresies que envoltaven al sector de la moda i això es reflectia en els seus dissenys, carregats d'originalitat i frescor. La seva actitud en contra de la indústria de la moda quedava palesa en les seves samarretes amb missatges com “Ready to where?”, encara que no tot era rebel·lia, la seva passió per la cultura pop ha marcat bona part de la seva obra.
En els seus començaments, Franco Moschino tenia la intenció de crear vestits econòmics, útils i pràctics. Amb un aire desimbolt i irònic. La seva roba era excessiva, extravagant, gràfica, icònica i molt divertida, se sortia de l'ho comú. La marca italiana Moschino tenia un esperit descarat, inconformista, rebel i provocador. Aquests mateixos factors són els que van fer que arribés a l'èxit.
Franco Moschino implacablement va burlar el sistema de la moda. Va utilitzar espectacles com el teatre, i l'humor com a part de la seva comercialització. Les peces eren les seves pancartes piquet de línia: Tot, des de vestits de samarretes es blasona amb lemes com a "Bon gust no existeix"; que havia brodat les paraules "de la cintura dels diners" en una jaqueta en lloc d'un cinturó. Igual que Elsa Schiaparelli, va jugar amb el surrealisme a través de trompe l'oeil efectes decoratius (un vestit negre d'una altra manera clàssic, per exemple, portava els coberts i el tovalló en lloc de botons i jabot).
"No sóc un dissenyador de moda", va declarar Moschino. "Sóc un pintor, decorador. Jo no sóc l'autor d'una nova era ". La llibertat era mantra-la llibertat de Moschino des de les idees de decoro, de logotips, de la prodigalidad engendrada per les tendències, de les regles. "Des dels anys cinquanta, la moda ha estat considerada com alguna cosa que ha de seguir sense dir gens", segons va ser citat en '''1986'''. "Però la moda és només el concepte i la teoria, i espero que sigui només un dels petits elements de vida de les persones".
Encara que de vegades acusat de ser un rebel sense causa, Moschino (qui va morir a causa de complicacions de SIDA el 1994) va utilitzar els seus anuncis per fer campanya contra les drogues, la violència i la crueltat amb els animals; que va atreure l'atenció primerenca per a l'ambientalisme en la producció de la moda.
Moschino també podia ser una barbaritat-una vegada va deixar flors i tomàquets en les cadires dels editors en un xou perquè poguessin expressar el seu grat o desgrat. En 1991, es va decidir que la pista era cosa del passat, i va abandonar espectacles per a presentacions privades. El seu últim acte de talent per a l'espectacle, que celebra deu anys de caos (o, en Moschino-aquest, "X Anys de Kaos"), va ser un espectacle d'exhibició-amb-forma retrospectiva que va beneficiar a una organització infantil SIDA.
El nom de Moschino pot evocar, imatges divertides i colorides (com el vestit d'os de peluix que corria en la portada d'octubre de 1988 Vogue), però moltes de les seves idees han demostrat ser notablement profètiques-i de fet podria adaptar com el millor d'ells. Sota totes les ocurrències de la superfície, que tenia una habilitat especial greu per executar peces clàssiques a través d'un escurridor de la ironia o el surrealisme. El chanelisme era el seu clàssic favorit, encara que també es va burlar de vestir roba interior de Jean Paul Gaultier i va utilitzar els accessoris de Prada per fer una paròdia. Des de la seva mort, Rossella Jardini (el seva amiga i col·lega)va agafar les riendes de la casa, més tard i fins ara ha continuat aquest llegat de diversió de Moschino el dissenyador Jeremy Scott.
Tant aquestes campanyes publicitàries com les seves col·leccions van sorprendre al públic per la seva originalitat i valentia. Un clar exemple d'això van ser els seus vestits a pigues al millor estil Minnie Mouse, les seves camises amb botons que simulaven claus d'aixetes o molins de vent, o l'esmòquing amb un ganivet i forquilla d'adorn…Aquests exemples li van fer ser un dissenyador original i transgressor enfront del món de la moda.

## Campanyes publicitàries
Moschino sempre ha deixat clar el seu missatge publicitari, un objecte somiador pot estar a les teves mans. Precisament això és la seva publicitat,somiadora. Des de sempre, grans fotògrafs com Patrick Demachelier entre molts altres, han estat els responsables de captar perfectament l'essència Moschino, deixant petjada en la publicitat de moda al llarg de tots aquests anys.
Franco Moschino va asseure les bases de la seva signatura convertint elements icònics del món de la moda, identificables per tots, en imitacions de luxe amb altes dosis d'ironia i sentit de l'humor. Va riure de l'ús i abús de les pells, mai les va usar ni les va vendre perquè era un ecologista reconegut, es va burlar de les dominatrices dels 80 de Mugler i Montana i sobretot del Chanel que creava des dels 80 Karl Lagerfeld.
Moschino va convertir el seudo chanel, cadenes amb el logotip de la signatura, cinturons amb el nom, bosses que emulaven el 2.55 amb lletres daurades, vestits rivetats amb cadenes, culleres a manera de fermall en la solapa de vestits jaqueta embuatat i bosses matelasées, en supervendes. Franco Moschino va revolucionar la forma de presentar les seves campanyes publicitàries i els temàtics aparadors de les seves tendes amb missatges transgressors, molt irònics i mai vists, missatges amb consciència que gairebé sempre s'oblida en el fashion system. En els seus aparadors es podia llegir, Stop the fashion System o Stop Model, com una picada d'ullet al regnat de les supermodelos en la dècada dels 80.
Aquestes característiques es van deure al fet que Franco sempre es va considerar més un artista o publicista que un dissenyador a l'ús. Per això la signatura va crear tantes campanyes publicitàries amb aquesta base irònica. Campanyes que al costat de les de Toscani per Benetton asseurien les bases de gran part de la indústria de la publicitat contemporànea, el millor aliat per a les seves creacions.
Després de Rossella Jardini, Jeremy Scott ha passat a desenvolupar les col·leccions actuals,malgrat haver-se dedicat durant un temps a dissenyes sabatilles de luxe i xandalls per a estels del pop però així i tot ha triomfat conservant el llegat que Franco Moschino va establir per a la seva signatura.
En l'última col·lecció de Moschino 2015 estaven tots els vestits falsos de Chanel rivetats amb cadenes, els cinturons amb logo, la mescla de luxe i ironia i la consciència ecologista.
Scott ha catapultat a Moschino a la primera fila mediàtica aportant una petita dosi d'originalitat gràcies a la fascinació que les menjades escombraries i els seus logotips causen en les noves generacions de consumidors de moda.
En la web de Moschino es poden comprar tot tipus d'articles que creen tendència actualment, des de fundes per mòbils fins gairebé tota la roba de la desfilada, exceptuant els vestits de nit estampats amb la tipografia de la cervesa Budweiser que esperen penjats al fet que els seus fans, i amigues del dissenyador, decideixin posar-los-hi per a alguna catifa vermella per aconseguir la foto que atregui l'atenció de la premsa i que beneficiï la carrera d'un i d'un altre.

## Maison Moschino
Maison Moschino és un hotel que malbarata estil i encant. Situat en un bell edifici de Milà que va ser construït en 1840. Profundament fidel a la seva marca, la moda està present en cada racó. L'univers creat per Rossella Jardini (directora creativa de la signatura) en col·laboració amb la dissenyadora d'interiors Jo Ann Tan està inspirat en els contes de fades i en els somnis.
L'hotel està compost per 65 habitacions on totes i cadascuna d'elles estan decorades de manera diferent. El surrealisme cobra una gran importància i els hostes són transportats a un món de somni en el qual els llits es transformen en llits de roses i les capçaleras poden convertir-se en el més elegant dels vestits.
Maison Moschino cuida cadascun dels seus detalls perquè els seus clients gaudeixin de la més especial de les estades i puguin sentir que, a vegades, els somnis es fan realitat.
L'edifici, construït en 1840, va ser en la seva època una estació de ferrocarril. La façana, encara que amb algunes restauracions, és l'única cosa que es conserva de l'edifici original, ja que l'interior va ser totalment reconstruït i decorat.
La façana correspon a un edifici d'estètica neoclàssica mentre que l'interior és una fusió de creativitat total. La imaginació està present en tots i cadascun dels racons d'aquest peculiar hotel. Es respira art pels quatre costats.
La decoració és el més important, centenars de vestits constitueixen els llums de les diferents estades. Els elements de la moda i de l'arquitectura s'uneixen per crear màgia i exclusivitat a cada habitació. Vestits penjats en grans penjadors es converteixen en les capçaleras de moltes de les seves habitacions, estenent-se fins al final del llit. Els pètals també tenen un lloc important, ja que s'uneixen formant cobertors, llums o fins i tot animals. Els elements sobresurten de les parets mostrant un efecte 3D.
Cada lloc de l'hotel té alguna decoració especial i ha estat tot creat per la firma de moda Moschino.

## Perfums Moschino
- Moschino 1987
- Pour Homme1990
- Cheap and Chic 1995
- Oh! De Moschino 1996
- Man? 1998
- L'Eau Cheap and Chic2001
- Couture!2004
- I Love Love2005
- Hippy Fizz 2006
- Friends Men2006
- Funny! 2007
- Glamour 2008
- Sempre Moschino 2011
- Pink Bouquet 2012